# نانتشانغ كيو-5
نانتشانغ كيو-5 (بالإنجليزية: Nanchang Q-5)‏ هي طائرة هجوم أرضي أنتجت في 1969 بالصين. من صناعة مجموعة هونغدو لصناعة الطيران. كانت تستخدم بشكل أساسي من قبل سلاح جو جيش التحرير الشعبي. كان أول طيران لها في 4 يونيو 1965. دخلت الخدمة في 1970، انتهت خدمتها في 2011. صنع منها 1,300 طائرة.

## المستخدمون
- سلاح جو جيش التحرير الشعبي
- القوات الجوية الباكستانية